# Reißzwecke

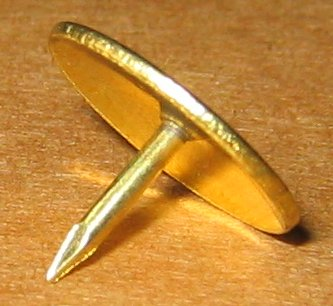
Reißzwecke

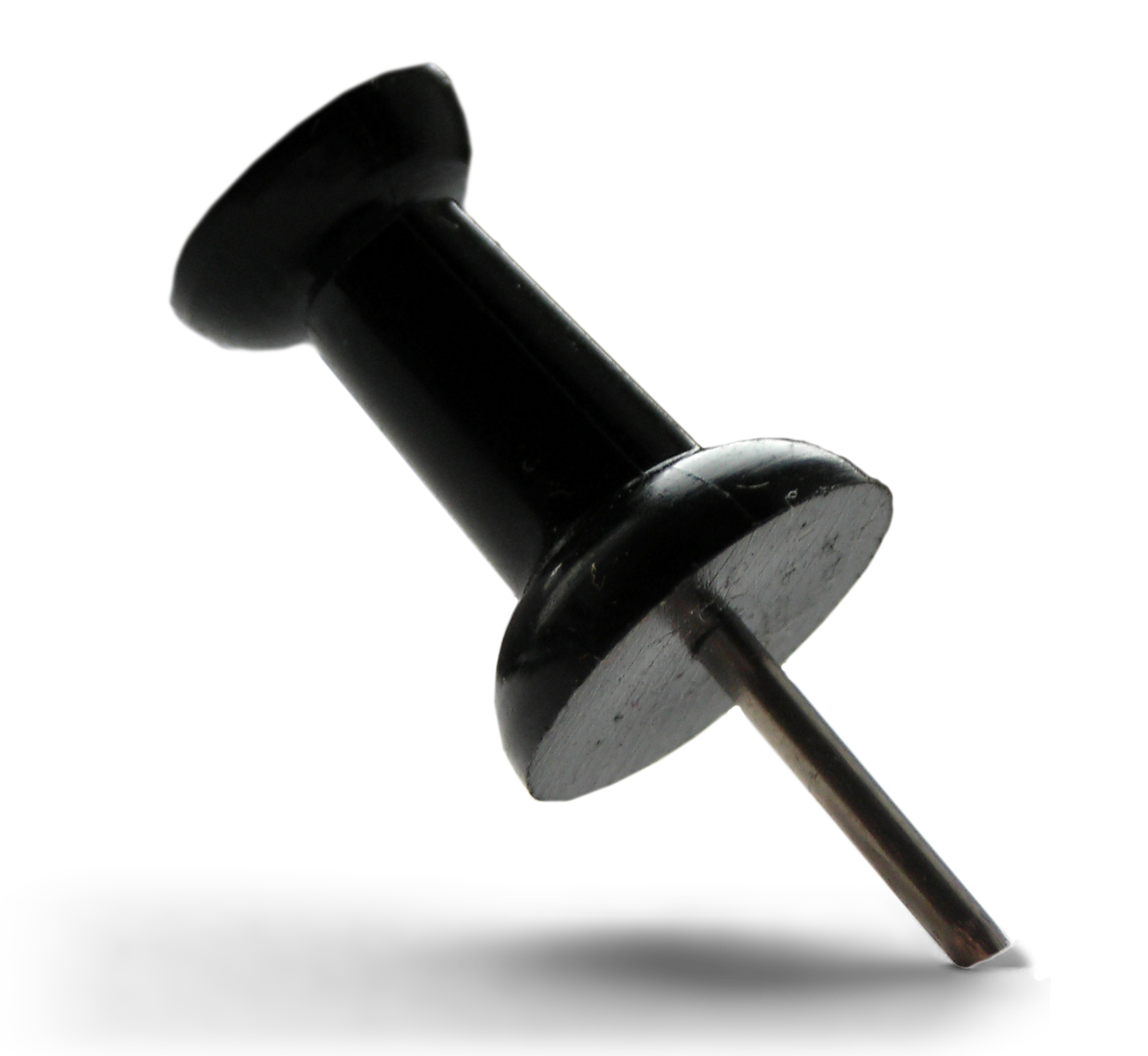
Pinnnadel mit angegossenem Kunststoffgriff

Eine Reißzwecke ist ein kurzer Nagel mit großem, gewölbtem Kopf aus Blech, der für den Aushang von Schriftstücken auf einer Holztafel verwendet wird und leicht von Hand wieder entfernt werden kann. Die Reißzwecke wird auch als Reißnagel, Reißbrettstift, Heftzwecke, Wanze, Reißzwecknadel, auch Pinnnadel oder kurz Pinne bezeichnet. Die zwei letzten Begriffe bezeichnen auch spezifisch die Pinnwandnadeln, die auch Pushpin bzw. Stoßnadel genannt werden, eine kurze, kräftige Nadel mit einem Griff aus Plastik, Glas oder Metall. Im norddeutschen Sprachgebrauch wird Synonym für die Reißzwecke auch das Wort Puker benutzt.

## Verwendungszweck
Die ursprüngliche Bestimmung der Reißzwecke war das Befestigen von Zeichenpapier für Technische Zeichnungen auf Reißbrettern. Diese Reißzwecken bestanden aus einer kurzen, sehr spitzen Stahlnadel, die von einem flachen Kopf (über den Zeichenschienen und Schablonen gleiten können) aus Messing gehalten wurde. Moderne Reißzwecken haben in der Regel einen kleinen Plastiküberzug über dem Kopf, der die Verletzungsgefahr reduziert, wenn der Nagel sich vom Kopf löst und nach hinten durchrutscht.
Reißen meint hier wie in Grundriss, Seitenriss Zeichnen, insbesondere mit einer Tuschefeder. In den Begriffen puntina da disegno (italienisch „... Zeichnen“), drawing pin (englisch „Zeichennadel“) kommt der Verwendungszweck Halten von Zeichenpapier zum Ausdruck. Thumb tack (englisch „Daumen ...“) kommt zum Ausdruck, dass diese Nägel mit dem Daumen eingetrieben werden können, mit door nail (englisch „Türnagel“), dass Holztüren damit bezettelt werden können.
Reißnägel von 9 bis 14 mm Durchmesser, oder auch etwas größere mit 3 Spitzen, dienen vor allem zum Befestigen von Papier auf Holz, um darauf zu zeichnen, und auch, um einen Aushang, eine Notiz auf Holz zu heften. Besonders große und starke Reißnägel mit 20–25 mm Durchmesser (und nur einer Nagelspitze) werden auch als Teppichnägel bezeichnet, die je nach Härte des Holzes einen Hammer plus Zwischenlage zum Eintreiben benötigen.

## Erfindung

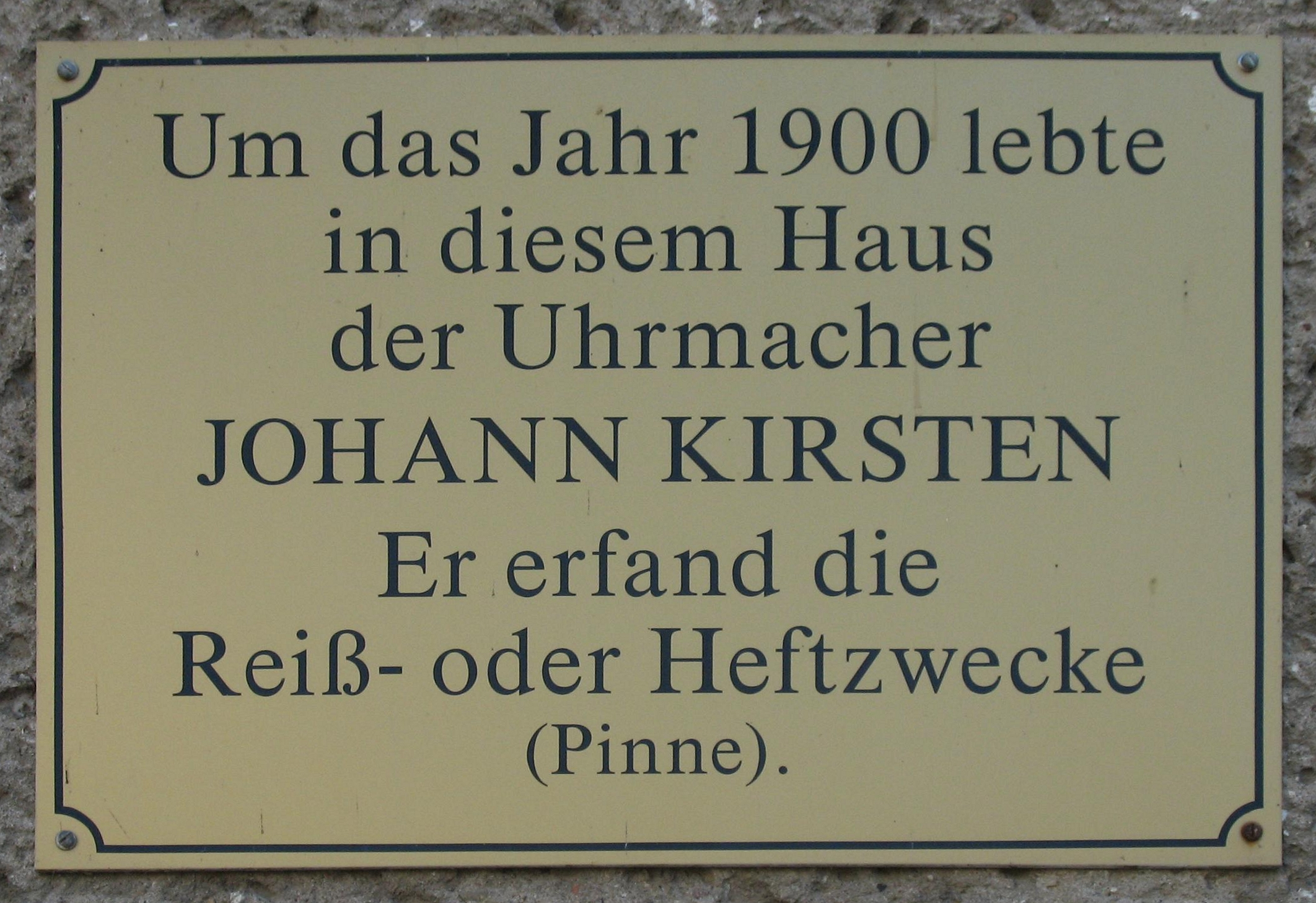
Gedenktafel in Lychen

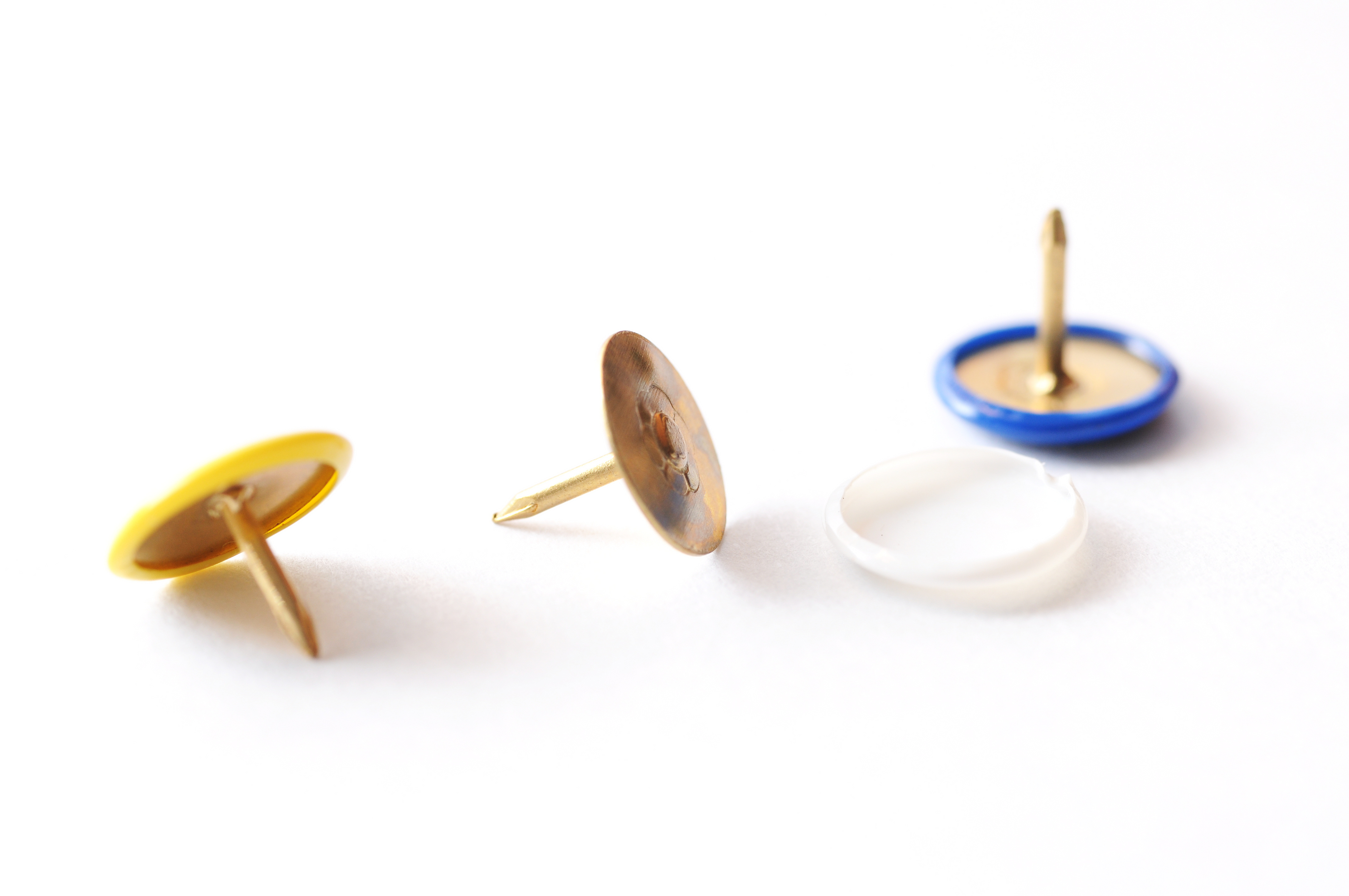
Reißzwecken mit Kunststoffkappe, Kopf und Stift vernietet, vermessingt

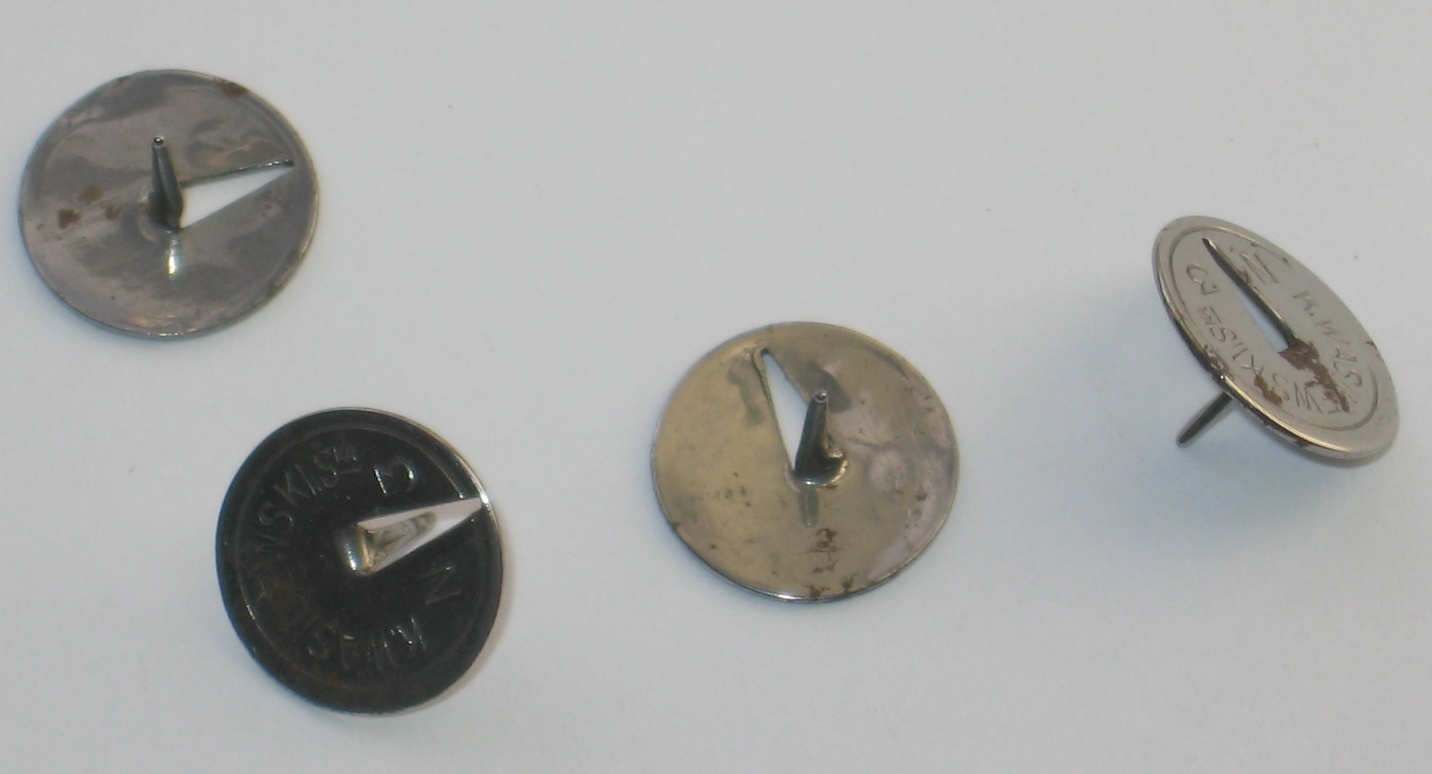
Reißnägel aus Polen, 1930, K.Wasilewski & S-ka N(r.) 3, Spitze mittig

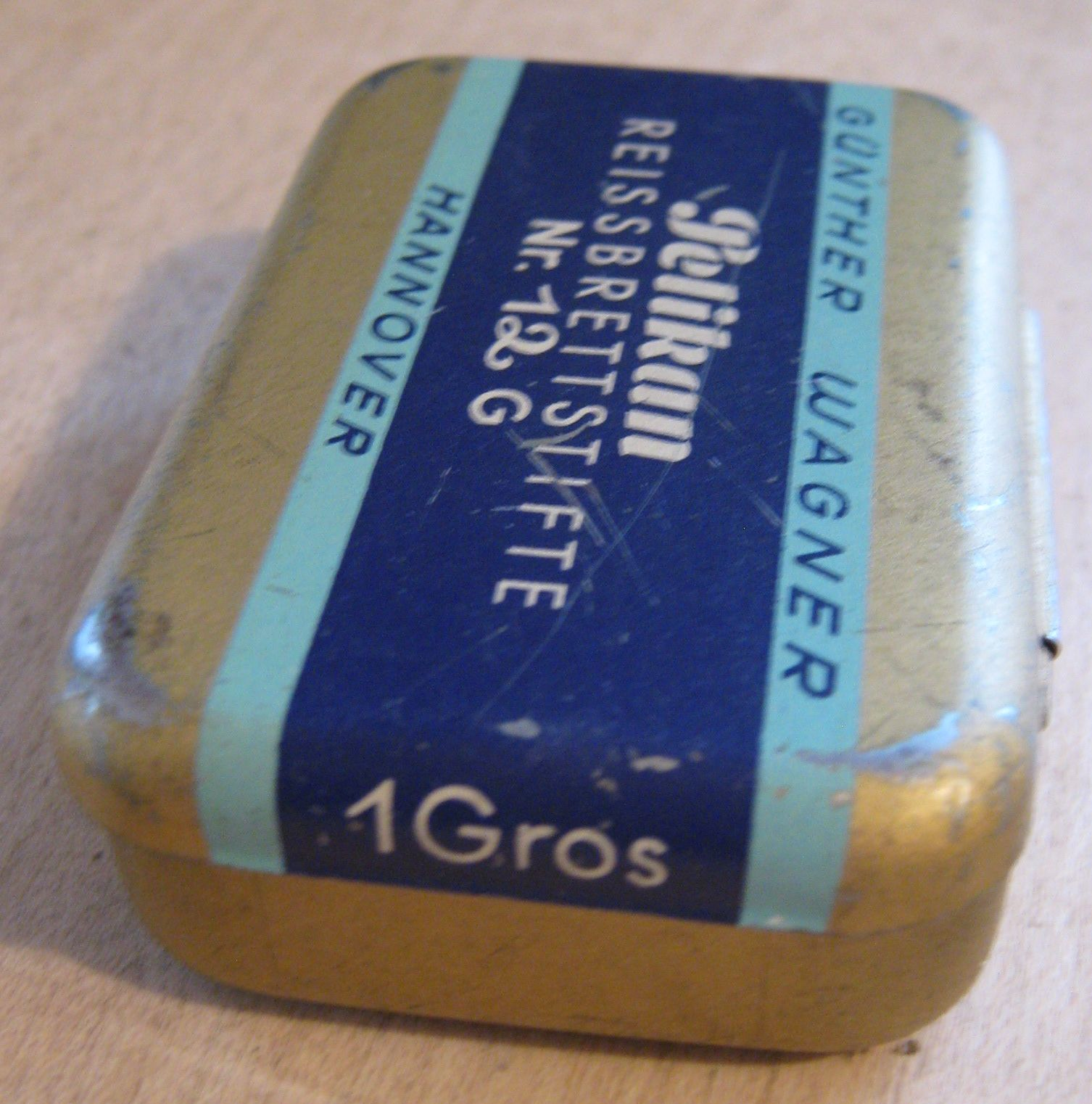
Blechdose mit Klappdeckel für „1 Gros Reißbrettstifte“ der Marke Pelikan

Der Uhrmacher August Kirsten aus Lychen erhielt 1879 als Erfinder die Bestätigung für ein Patent für eine Reißzwecke, das er Ende November 1877 zusammen mit C. Eichmann unter dem Titel Heftzwecken mit eingeschraubtem Stift und übergezogener Deckplatte eingereicht hatte. Sein Sohn Johann Kirsten entwickelte sie um 1902 weiter und produzierte sie dann im kleinen Rahmen.
Seine Idee verkaufte Kirsten 1903 für wenig Geld an den Kaufmann Arthur Lindstedt, der eine Kurzwarenfabrik besaß. Dessen Bruder Otto meldete sie im Jahr 1904 zum Patent an. Die Patentschrift lautet auf die Bezeichnung Heftzwecke. Die Patentanmeldung machte die Lindstedts zu Millionären. Der Uhrmacher wurde an den Gewinnen nicht beteiligt. Marke der Lindstedtschen Metallkurzwaren-Fabrik ist „Record – Sicherheits-Reissbrettstifte“ („durchdrücken unmöglich“).
Die Produktion in der Metallfabrik erfolgte überwiegend durch Frauen, mitunter auch in Heimarbeit. Im Zweiten Weltkrieg arbeiteten Häftlinge aus dem Konzentrationslager Ravensbrück in der Fabrik, bewacht von Hunden. „Wahrscheinlich aus Angst vor der russischen Armee hatte Otto Lindstedt sich und seine Familie am 30. April 1945 kurz vor Kriegsende umgebracht.“
Die Metallwarenfabrik wurde auch „Die Pinne“ genannt.
Die Fabrik wurde 1945 enteignet, kreisgeführt und als VEB (K) Metallwarenfabrik Lychen weiter oder wieder betrieben. 1960 hielten Stanzautomaten Einzug. Die Produktion oder der Betrieb insgesamt endete je nach Quelle 1964 oder 1966 – endgültig. Die Vertriebsmarke für Reißzwecken zu DDR-Zeiten war „Lymefa“ (von: Lychener Metallwarenfabrik)
2003 entstand auf Privatinitiative ein Denkmal zu Ehren des Erfinders der Heftzwecke Johann Kirsten, das vulgo Heftzweckendenkmal, 2 km nordwestlich von Lychen auf der Wurlsee-Halbinsel Lindenhof, am Gelände des Seehotels Lindenhof, in Form einer etwa 2,5 m hohen zylindrischen Säule, auf der schräg eine Heftzwecke mit einer leicht gewölbten Kopfplatte von etwa 70 cm Durchmesser und einem ähnlich langen Nagelstift, der auch die obere Kante der Säule durchdringt.
In der Flößerstadt Lychen liegen 16 rote oder blaue Reißzwecken mit etwa 1 m Durchmesser als Blickfang zu Informationen zu besonderen Orten in der Stadt – etwa über die Pinne, die Flößerei und den Judenfriedhof.
Andere Quellen schreiben dem österreichischen Fabrikbesitzer Heinrich Sachs die Erfindung des Reißnagels aus nur einem Stück Bandstahl und die fabriksmäßige Fertigung (pro Aushub 5 fertige Reißnägel) im Jahre 1888 zu. Der wesentliche Unterschied lag darin, dass der Reißnagel aus Österreich aus einem Stück gearbeitet wurde und alle Entwürfe und Modelle vorher immer aus zwei Teilen bestanden, nämlich aus Kopf und Nagel. Das Vermächtnis von Heinrich Sachs besteht heute in der Brevillier Urban & Sachs GmbH & Co KG in Wien und im Markennamen SAX weiter.
Als Erfinder moderner Reißzwecken kommen demnach nebeneinander mindestens drei Personen in Frage, die praktische Utensilien mit sehr ähnlicher Funktion teilweise unabhängig voneinander entwickelt und verbreitet haben.
Heftzwecken und Reißnägel und Ähnliches kann trotz gleicher Funktion in der Anwendung recht unterschiedlich aufgebaut und hergestellt sein, auch eine Weiterentwicklung der Herstellverfahren ist möglich, sodass Raum für einige Patente nebeneinander besteht.

## Abgrenzung
- Pinnadeln haben eine ähnliche Funktion. Sie sind jedoch dünner, haben einen Griff oder Kugelkopf, werden häufig schräg eingestochen und hinterlassen in textilbezogenen Tafeln keine Einstechspuren.
- Teppichnägel sind (einteilige) Reißnägel, also mit teilgestanztem/durchgedrücktem Nagel in Form der schlanken Dreieckszunge, jedoch größer mit Durchmessern von 15–25 mm. Teppichnägel können auch zweiteilig gefertigt sein: mit 20 mm großem Kopf, am Rand konvex etwas nach unten gewölbt, aus vernickeltem Blech mit 2 mm Stärke. Unten ist ein Nagelschaft eingepresst mit etwa 2–2,5 mm Durchmesser.
- Ziernägel der Möbeltapezierung haben oft einen Halbrundkopf aus Kunststoff.

## Formen und Herstellung
Reißzwecken/Reißnägel werden in verschiedenen Ausformungen erzeugt. Hier seien nur die betrachtet, die sich und dünnes durchstochenes Material durch Eintreiben einer oder mehrerer nagelähnlicher Spitzen in aufnahmefähiges Material halten. ("Magnetische Reißzwecken" werden also nicht berücksichtigt.) Bis dato haben alle Reißzwecken Nagelspitzen aus Metall, durchwegs aus Eisen (Stahl), häufig werden fertig geformte Ganzmetall-Reißzwecken thermisch gehärtet, galvanisiert (vernickelt, vermessingt, verzinnt – oder aus Weißblech gefertigt) und/oder mit einer bunten Kunststoffkappe versehen.
- Ganzmetall
  - Einteilig: Aus einer Blechfläche, dem zukünftigen Kopf des Reißnagels werden ein oder mehrere etwa 15–20°-spitzwinkelige Dreiecke durch unvollständiges Ausstanzen an ihren Längsseiten herausgetrennt. Jedes Dreieck bildet einen Nagelfortsatz, die Dreieck-Schmalseite bleibt über eine rechtwinkelige Biegung am Rand des entstandenen Lochs mit der Kopffläche verbunden. Reißzwecken tragen auf der Kopfoberseite typisch einen Marken- oder Typennahmen, eine Größennummer, mitunter einen Kreis entlang des Rands des Kopfs oder auch ein Ornament eingeprägt, was auch die Haftung des Fingers am Kopf beim Eindrücken verbessert. Der Kopf ist oben leicht konvex gewölbt
    - Eine Spitze: Aus der runden Scheibe wird ein Dreieck mit der Höhe von etwa 65 % des Kopfdurchmessers heraus-gedrückt-gestanzt. Der Bug liegt bei etwa 25 % des Durchmessers. Marken/Typen sind: SAX/Phalanx, President; FIXO; K.Wasilewski (&) Ska (siehe Bild), Dellera/Leone/Astra
    - Drei Spitzen: Grundsätzlich sind die Spitzen kürzer, der Dreifach-Nagel sitzt jedoch verdrehfest.
      - Spitzen radial gefertigt: Aus einem gleichseitig-dreieckigen Blechstück mit Seitenlänge 15 mm Dreiecksspitzen radial nach außen geklappt, die Ecken des Kopfes etwas nach unten geknickt. Marken: SAX/Delta D3 Dreispitznägel[12]
      - Spitzen tangential gefertigt: Runder Kopf, eventuell mit Mittelloch. Marken: Leone, Bufetti (beide: rund, mittiges Loch, 3 Dreiecksspitzen aus tangentialen Löchern),[13] Maped[14]

  - Zweiteilig – mit einer Spitze
    - Kopf mit Durchgangsloch: Aus Blech (etwa 0,6 mm dick) wird eine runde Scheibe (etwa 9–11 mm Durchmesser) ausgestanzt. Mit dem ausreichend harten gehalterten Runddraht (etwa 1,5 mm Durchmesser) wird mittig ein Loch in die Scheibe gestanzt, zugleich ein Stück weit durchgesteckt und anschließend mit der Kopfscheibe vernietet, sodass auch unterhalb der Kopfscheibe der Draht durch Stauchung deutlich verdickt wird. Der Draht soll oben nicht mehr über den Kopf vorstehen, der Kopf wird häufig gewölbt (oben konvex), was ihn steifer macht. Es gibt Formen mit daneben 2 oder 3 freibleibenden Löchern im gewölbten Kopf. Marke: JPC.
    - Kopf mit Sackloch: Aus einer gestanzten Scheibe aus einem eher weichen Metall (Alu, Zink?) wird ein etwa 1,5 mm hoher Kopf mit etwa 11 mm Durchmesser gepresst, der unten mittig ein Sackloch mit etwa 1 mm Tiefe aufweist. In dieses Loch wird ein typisch vierseitrunder Eisendrahtnagel (etwa 1,5 mm Durchmesser, 10,5 mm Länge) mit seinem stumpfen Ende eingesteckt, der dann durch Presssitz darin hält. Marke: Alco Garant.
- Metall-Nagel kombiniert mit Kunststoff
  - Metallreißnagel, Kopf überzogen mit Kunststoff: Ein fertiger Reißnagel des Typs "Kopf mit Durchgangsloch" wird am Kopf mit einem Plättchen (0,5 mm dick) ehemals aus Zelluloid, heute einem anderen Thermoplast, umhüllt. Indem die Kunststoffhülle den Kopf unterschneidet hält die Kunststoffkappe unverlierbar doch etwas verschieblich am Kopf.
  - Metall-Nagel mit Kunststoff-Kopf: Ein Nagel oder eine Nadel, fertig geformt, wird durch das Umgiessen oder aufschmelzendes Einstecken mit einem Kunststoffkopf gefügt.

## Gefahren
Bei einem fehlerhaft produzierten Reißnagel mit Durchgangsloch im Kopf kann eine zu schwache Vernietungsstauchung des Nagels unter der Kopfscheibe auftreten. Wenn nun mit dem Daumen so stark auf den Kopf des Reißnagels gedrückt wird, dass die Kopfscheibe zum Nagelschaft losbricht und den Nagelschaft hinunterrutscht, dringt der Nagelschaft aus dem Kopf heraus und gerne schmerzhaft in die Kuppe des Daumens ein.
Reißnägel verdienen besonders sorgfältige Verwahrung in einem ausreichend festen verschließbaren Gefäß. Denn fällt ein Reißnagel zu Boden bleibt er mit einer gewissen Wahrscheinlichkeit mit dem Kopf nach unten liegen. So stellt der dann nach oben weisende spitze Stift des Reißnagels für Füße und Luftreifen beim Draufsteigen bzw. Drüberrollen eine bedeutende Verletzungsgefahr dar. Ausreichend harte und/oder dicke Schuhsohlen bzw. Bereifung schützt, hoher Reifendruck erhöht das Risiko des Durchdringens. Obwohl ein im Fahrradreifen steckender Reißnagel beim Abrollen auf Asphalt Klickgeräusche machen kann, sind die vom Fahrer selbst kaum wahrnehmbar. Historisch gab es für Räder Nagelzieher, die am Gabelkopf des Vorderrads montiert die Aufgabe hatten, während der Fahrt einen noch teilweise herausstehenden Nagel herauszuziehen. Es kommt vor, dass ein Reißnagel das von ihm in Reifen und Schlauch erzeugte Loch eine gewisse Zeit oder Strecke lang provisorisch abdichtet.
Auf Straßen ausgestreute Nägel sind ein Angriff auf die Reifen und damit die Sicherheit von Rad(renn)fahrern. 2012 kam es bei der Tour de France wegen Reißnägeln auf der Straße bei einer Abfahrt zu etwa 30 Reifendefekten, Beim New Forest Wiggle, einem Breitensport-Radrennen sind nahe der Ortschaft Bransgore am Rand des New-Forest-Nationalparks in England wiederholt Reißnägel gestreut worden – mit in einem Jahr 15 Geschädigten.

## Kunst
Der russische Künstler Andrey Tscheschin beschäftigt sich seit 2002 mit Reißnägeln und hat einige Objekte in Anlehnung an dieses Motiv gestaltet.
Der Alltagsgegenstand kann stechen und steht im übertragenen Sinn für Widerstand.
Wie oben erwähnt, gibt es bei bzw. in Lychen ein Denkmal und Infoaufsteller in Form großer Darstellungen von Heftzwecken.